# L'uomo sbagliato (film 1997)
L'uomo sbagliato (Sleeping with the Devil) è un film per la televisione del 1997 diretto da William A. Graham e con protagonisti Tim Matheson, Shannen Doherty e Bonnie Bartlett.
Trasmesso negli Stati Uniti il 22 aprile 1997 sulla rete NBC, in Italia è andato in onda in prima visione su Canale 5 il pomeriggio del 27 giugno 2000.

## Trama
Rebecca Dubrovich è una ragazza che si sta riprendendo da una relazione molto complicata. Si innamora ma non subito di un uomo più grande di lei. Rebecca va a vivere con lui e lei viene trattata come una regina, ma nel momento in cui lei decide di lasciarlo per via della sua personalità psicopatica, la fa seguire con l'intento di ucciderla, lo stolker le spara e lei finisce nella sedia a rotelle, come si comporterà Rebecca in seguito, anche se significasse rinunciare all'amore della sua vita?